# Aciagrion africanum
Aciagrion africanum – gatunek ważki z rodziny łątkowatych (Coenagrionidae). Występuje w Afryce Subsaharyjskiej; stwierdzany od Zambii i Malawi do Ugandy i Liberii.